# Big Audio Dynamite
Big Audio Dynamite, vaak afgekort en gestileerd als B·A·D, was een Britse post-punk en alternative dancegroep die werd opgericht door Don Letts en The Clash-gitarist Mick Jones in 1984. De roots van de band liggen in Londen.
Big Audio Dynamite trad op tot en met 1997. In 2011 kwam het nog tot een reünie.

## Geschiedenis

### Ontstaan
Medio jaren tachtig kende punk na moeilijke tijden een revival, een heropleving onder de naam post-punk. Het duurde echter even want politiek zette het thatcherisme in het Verenigd Koninkrijk de toon en de mijnwerkers in het land staakten voortdurend. Het genre floreerde niet meer als tevoren. Voor gitarist Mick Jones, die in 1983 uit de eind jaren zeventig succesvolle band The Clash werd gegooid, het signaal om een moderne punkband op te richten die "Big Audio Dynamite" zou gaan heten.
The Clash bestond niet meer uit de originele bezetting met Jones en had het moeilijk. Joe Strummer zou de gave om degelijke teksten te schrijven zijn kwijtgeraakt. Jones kwam in 1983 al met een nieuwe band over de brug, die hij Top Risk Action Company noemde. Topper Headon, bekend als drummer bij The Clash, was echter verslaafd aan heroïne en de groep ging uiteen. De band werd gezien als een voorloper van Big Audio Dynamite, naar het voorbeeld van London SS als precedent van The Clash.
Jones ging te rade bij Don Letts, die ook verbonden was aan The Clash als de man achter hun videoclips en de verschillende documentaires die over de band zijn uitgebracht waaronder Westway to the World. Letts nam met Jones de zang voor zijn rekening. De groep golfde ten langen leste van de punk naar de indiedance-scène.
De eerste leden van de band waren zanger en gitarist Jones, zanger Letts, bassist Leo Williams, toetsenist Dan Donovan en drummer Greg Roberts.

### 1984–1990
In 1985 brachten de leden hun eerste album uit, introducerend This Is Big Audio Dynamite genaamd, met onder meer de uit een complexe en diepgaande tekst bestaande nummers "E=MC²" (single) en "Medicine Show". "Medicine Show" is voorzien van een aantal samples uit spaghettiwesterns met acteur Clint Eastwood. In 1986 kreeg This Is Big Audio Dynamite een opvolger met No. 10, Upping St., een album die een reünie tussen Jones en Joe Strummer mogelijk maakte. Strummer was namelijk de producer van vijf van de negen tracks op het album. Big Audio Dynamite speelde in 1987 in het voorprogramma voor de wereldtournee van U2.
Hun derde album kreeg de naam Tighten Up, Vol. 88 en bevat de single "Just Play Music!" uit 1988. In 1989 volgde reeds de release van het vierde album Megatop Phoenix. Dit was het laatste album in de originele bezetting. Later in 1990 debuteerde Big Audio Dynamite II (zie onder) en bracht het album Kool-Aid uit.
Dan Donovan bleef voor één nummer in de nieuwe bezetting, een bewerking van "Free" genaamd "Kickin 'In" voor de soundtrack van Flashback.

### 1990–1993
De formatie veranderde met name in 1990. Jones schudde dat jaar de hele bezetting door elkaar. Hij koos er voor om twee slaggitaristen aan boord te hebben. Dat werden hijzelf en Nick Hawkins. Daarnaast nam Gary Stonadge de plaats in van Williams en werd Chris Kavanagh, van de uit elkaar gevallen en volgens enkele critici misbegrepen new wave en cyberpunk-formatie Sigue Sigue Sputnik, gekozen als de nieuwe drummer. Het tweede album, na Kool-Aid, in deze bezetting was The Globe, uitgebracht in 1991. De band liet zich vanaf dan ook "Big Audio Dynamite II" noemen. Het album bevat de succesrijke single "Rush".
De band mocht in 1992 weer mee op tournee met U2 en was de headliner op het programma 120 minutes van MTV dat liep van 1986 tot 2000. In de aflevering met Big Audio Dynamite trad ook Public Image Ltd, de band van John Lydon, en Blind Melon op. Terwijl Jones een nieuwe bezetting had gevormd, richtten zanger Don Letts en de andere originele leden een eigen band op. De band heette Screaming Target, maar was weinig succesvol. In 1993 stichtte Greg Roberts de band Dreadzone. De naam kwam op aanraden van Don Letts. Leo Williams en Dan Donovan sloten zich later aan bij de band van Roberts.

### 1994–1997
Jones probeerde vanaf 1994 nieuwe ideeën uit, wat het aanstellen van een toetsenist vergde in de persoon van Andre Shapps. Shapps was de neef van Jones. De meest gewaagde zet van Jones was evenwel het aanwerven van een diskjockey, Michael "Lord Zonka" Custance, die ook de zang mee verzorgde. Dit alles leidde tot het zesde album Higher Power onder de naam "Big Audio".
Big Audio Dynamite tekende in 1995 een nieuw platencontract bij het label Radioactive Records van eigenaar Gary Kurfirst, na steeds aan Columbia Records verbonden te zijn geweest. Het vervolg van de overstap was echter dramatisch voor de band want met F-Punk brachten Jones en de zijnen hun minst succesvolle album op de markt. Het album Entering a New Ride werd geweigerd en de dagen van Big Audio leken geteld. De band bracht dat negende en laatste album in 1997 gratis op internet uit en was daarmee wel een pionier. Het aangeboden album Entering a New Ride telt in totaal zes nummers.
Big Audio Dynamite hield uiteindelijk in 1998 na veertien jaar op te bestaan. Op 10 oktober 2005 overleed Nick Hawkins aan een hartaanval.

### Reünie (2011)
In april 2010 maakte Don Letts bekend dat Big Audio Dynamite een reünie zou houden in de originele bezetting. Leo Williams, Greg Roberts, Dan Donovan en hijzelf zouden zich opnieuw bij Mick Jones voegen. Jones, die in 2002 met Sigue Sigue Sputnik-frontman Tony James de rockband Carbon/Silicon had opgericht, was te vinden geweest voor de reünie.
De band in de originele formatie werd herenigd op 25 januari 2011. Het eerste optreden in april van dat jaar werd onthaald op lovende kritiek van de krant The Guardian, die stelde: "Ze blijven een genot".

## Bezetting
Big Audio Dynamite (1984–1990)
- Mick Jones – zanger, gitarist
- Don Letts – zanger
- Dan Donovan – toetsenist
- Leo Williams – bassist
- Greg Roberts – drummer, achtergrondzanger

Big Audio Dynamite II (1990–1993)
- Mick Jones – zanger, gitarist
- Nick Hawkins – gitarist, achtergrondzanger
- Gary Stonadge – bassist, achtergrondzanger
- Chris Kavanagh – drummer, achtergrondzanger

Big Audio (1994–1995)
- Mick Jones – zanger, gitarist
- Nick Hawkins – gitarist, achtergrondzanger
- Gary Stonadge – bassist, achtergrondzanger
- Chris Kavanagh – drummer, achtergrondzanger
- Andre Shapps – toetsenist
- Michael 'Zonka' Custance – dj, percussie, achtergrondzanger

Big Audio Dynamite (1996–1998)
- Mick Jones – zanger, gitarist
- Nick Hawkins – gitarist
- Andre Shapps – toetsenist
- Michael 'Zonka' Custance – dj, toetsenist
- Daryl Fulstow – bassist
- Bob Wond – drummer
- Joe Attard – MC
- Ranking Roger – achtergrondzanger

## Discografie
- This Is Big Audio Dynamite – Studioalbum (1985)
- No. 10, Upping St. – Studioalbum (1986)
- Tighten Up, Vol. 88 – Studioalbum (1988)
- Megatop Phoenix – Studioalbum (1989)
- Kool-Aid – Studioalbum (1990)
- The Globe – Studioalbum (1991)
- Ally Pally Paraiso – Live-album (1991)
- On the Road Live '92 (exclusief in de Verenigde Staten) – Extended play / Live-album (1992)
- The Lost Treasure of Big Audio Dynamite I & II (exclusief in Azië en Australië) – Compilatiealbum (1993)
- Higher Power – Studioalbum (1994)
- F-Punk – Studioalbum (1995)
- Planet B.A.D. – Compilatiealbum (1995)
- Entering a New Ride – Studioalbum (1997)
- Super Hits – Compilatiealbum (1999)